# Saint-Martin (Alti Pirenei)
Saint-Martin è un comune francese di 379 abitanti situato nel dipartimento degli Alti Pirenei nella regione dell'Occitania.

## Società

### Evoluzione demografica
Abitanti censiti